# Walthamstow
Walthamstow – dzielnica Londynu, leżąca w gminie Waltham Forest, położona w odległości 12,1 km od centrum Londynu (Charing Cross). Wchodzi w skład okręgu wyborczego Walthamstow. Posiada kod pocztowy E17. W 2011 roku dzielnica liczyła 111263 mieszkańców. Na terenie dzielnicy znajduje się najdłuższy w Europie targ uliczny, Walthamstow Market.

## Historia
Dzielnica oryginalnie nazywana była "Wilcumestowe", a w Domesday Book (1086) wspomniana jest jako "Wilcumestou". Początkowo tworzyło ją pięć małych wiosek, choć w drugiej połowie XIX wieku rozrosła się do rozmiaru przedmieścia Londynu. Pod koniec wieku populacja Walthamstow zaczęła szybko rosnąć. Wybudowano wówczas wiele nowych budynków, a także postawiono ratusz. Wcześniej część hrabstwa Essex, w 1965 roku Walthamstow zostało włączone do Londynu jako część gminy Waltham Forest.
Na skutek Letnich Igrzysk Olimpijskich w 2012 roku, odbywających się w pobliskiej dzielnicy Stratford, zainteresowanie Walthamstow znacznie wzrosło. Obecnie dzielnica przechodzi proces gentryfikacji.

## Galeria
Od lewej: ratusz gminy Waltham Forest, muzeum Williama Morrisa, targ uliczny na High Street, pub Ye Olde Rose & Crown, stadion Walthamstow.

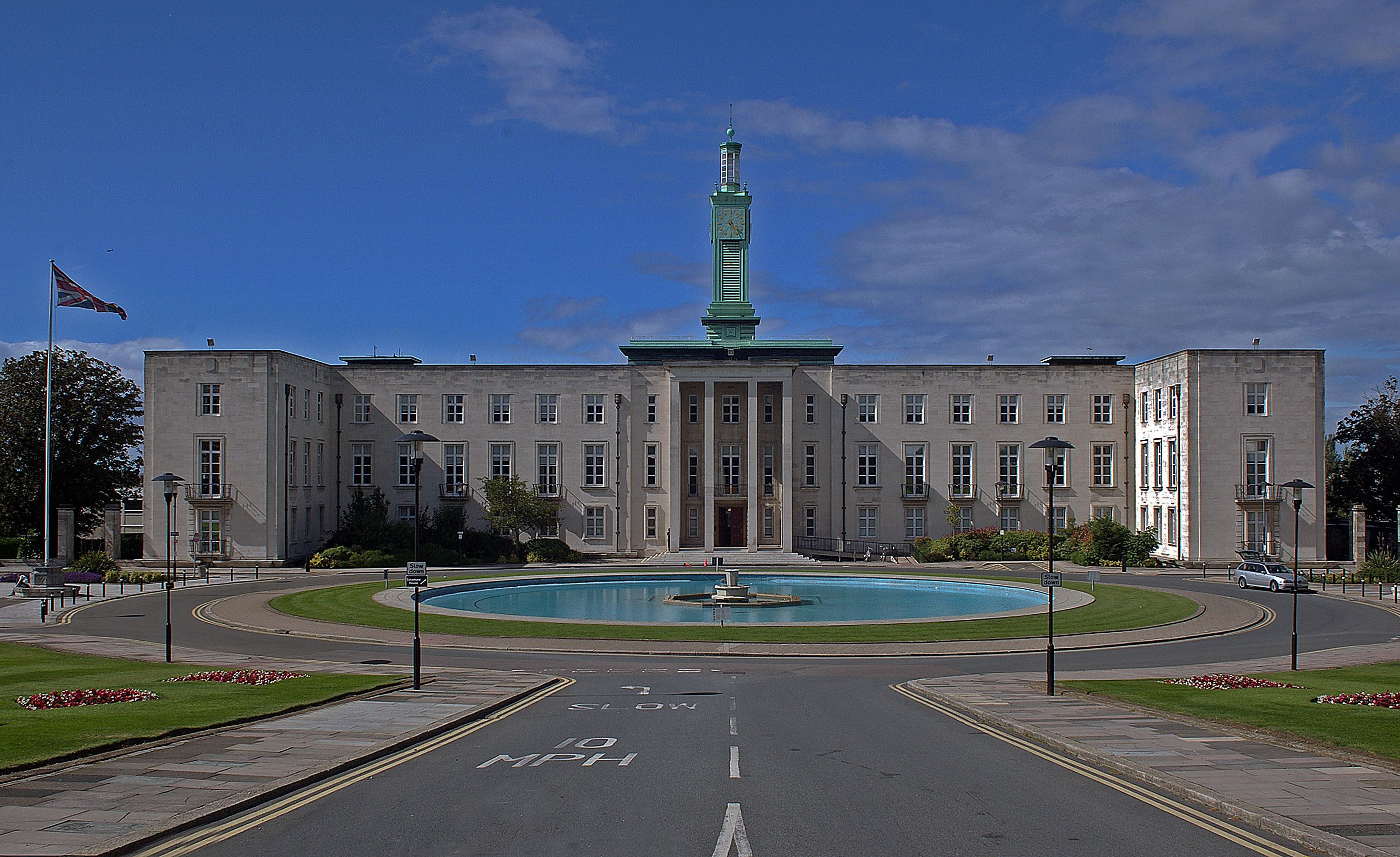
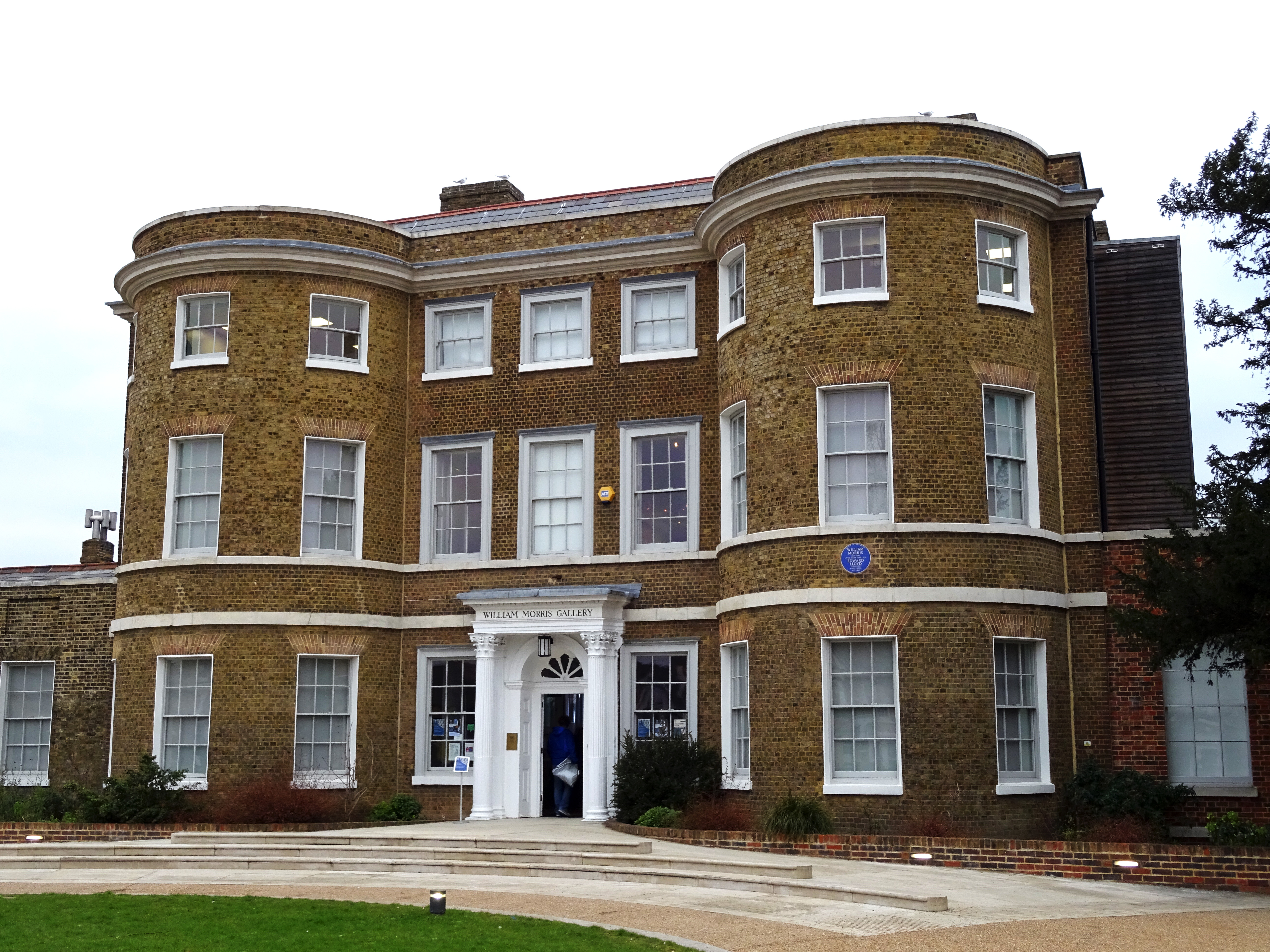
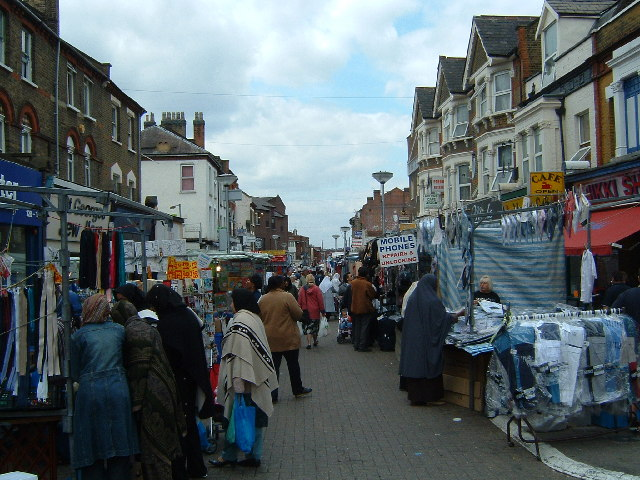
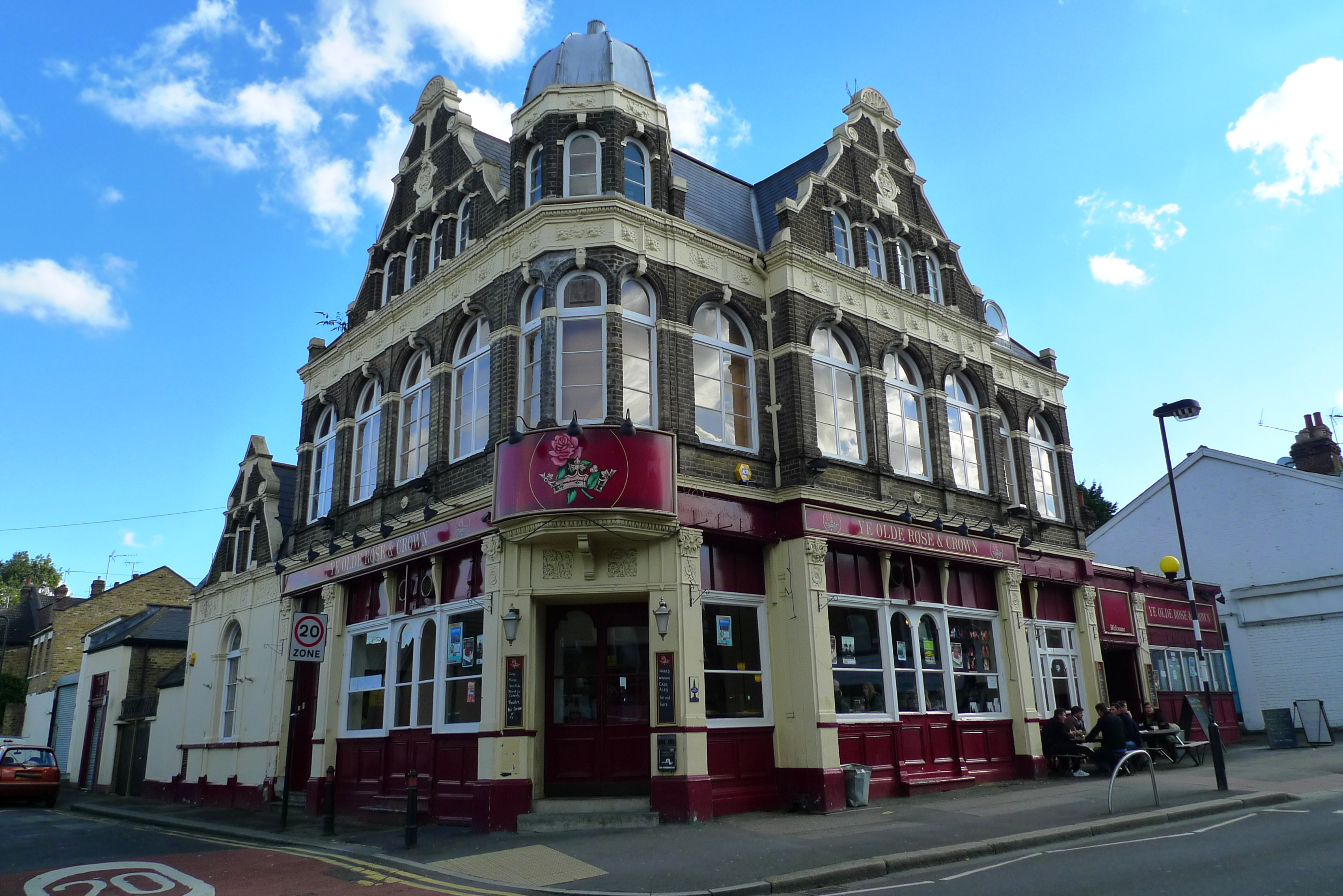
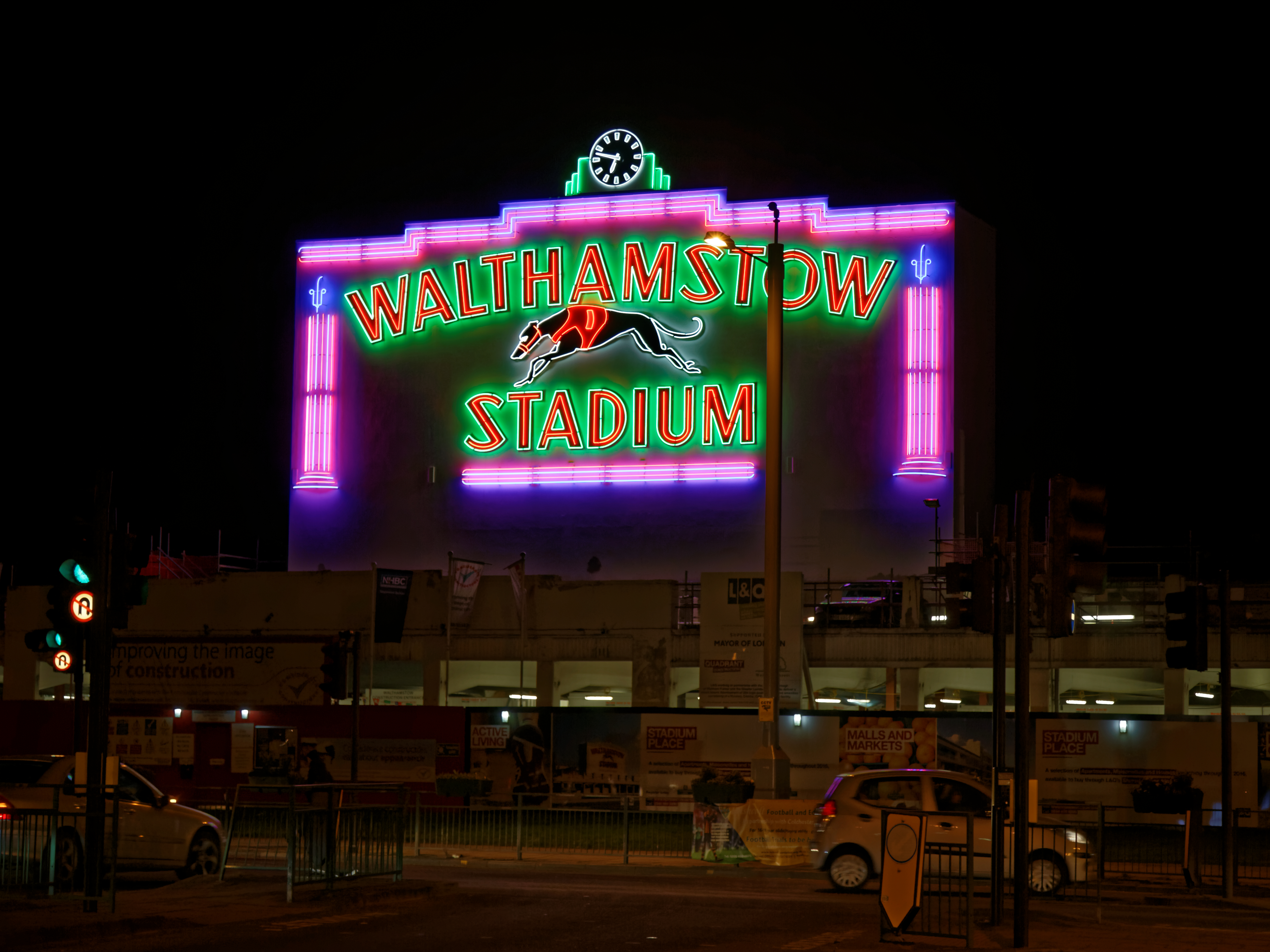